# Fearless (1993)
Fearless is een Amerikaanse dramafilm uit 1993 onder regie van Peter Weir.

## Verhaal
Na een vliegramp kan Max Klein niet meer normaal functioneren. Hij heeft moeilijkheden met zijn vrouw Laura. Wanneer de psycholoog Bill Perlman Max niet kan helpen, regelt hij een ontmoeting met Carla Rodrigo, die zich schuldig voelt, omdat haar kind bij de vliegramp is gestorven.

## Rolverdeling
| Acteur              | Personage        |
| ------------------- | ---------------- |
| Jeff Bridges        | Max Klein        |
| Isabella Rossellini | Laura Klein      |
| Rosie Perez         | Carla Rodrigo    |
| Tom Hulce           | Brillstein       |
| John Turturro       | Dr. Bill Perlman |
| Benicio Del Toro    | Manny Rodrigo    |
| Deirdre O'Connell   | Nan Gordon       |
| John de Lancie      | Jeff Gordon      |
| Spencer Vrooman     | Jonah Klein      |
| Daniel Cerny        | Byron Hummel     |
| Eve Roberts         | Gail Klein       |
| Robin Pearson Rose  | Sarah            |
| Debra Monk          | Alison           |
| Cynthia Mace        | Cindy Dickens    |
| Randle Mell         | Peter Hummel     |